# Коанкур
Коанкур (фр. Coincourt) насеље је и општина у североисточној Француској у региону Лорена, у департману Мерт и Мозел која припада префектури Линевил.
По подацима из 2011. године у општини је живело 151 становника, а густина насељености је износила 18,9 становника/km². Општина се простире на површини од 7,99 km². Налази се на средњој надморској висини од 250 метара (максималној 295 m, а минималној 228 m).

## Демографија
| 1962. | 1968. | 1975. | 1982. | 1990. | 1999. | 2011. |
| ----- | ----- | ----- | ----- | ----- | ----- | ----- |
| 166   | 177   | 152   | 135   | 118   | 114   | 151   |

График промене броја становника у току последњих година